# Никольское (Большесельский район)
Никольское — село в Большесельском районе Ярославской области России. 
В рамках организации местного самоуправления входит в Большесельское сельское поселение, в рамках административно-территориального устройства — в Большесельский сельский округ.

## География
Расположено на берегу речки Курбица (приток Юхоти) в 2 км на северо-восток от райцентра Большого Села. 

## История
Двухэтажная церковь в селе была построена в 1776 году. В церкви было четыре престола: Святителя и Чудотворца Николая, Святого Великомученика и Победоносца Георгия, Богоматери Всех Скорбящих и Трех Святителей — Василия Великого, Григория Богослова и Иоанна Златоустого. 
В конце XIX — начале XX века село являлось центром Никольской волости Рыбинского уезда Ярославской губернии.
С 1929 года село являлось центром Никольского сельсовета Угличского района, с 1935 года — в составе Большесельского района, с 1954 года — в составе Большесельского сельсовета, с 2005 года — в составе Большесельского сельского поселения.

## Население
| 1859 | 1914 | 2002 | 2007 | 2010 |
| ---- | ---- | ---- | ---- | ---- |
| 116  | ↘112 | ↘34  | ↘24  | ↗25  |